# Shirdi
Shirdi (bengali: শিরদি, hindi: शिरडी, kannada: ಶಿರ್ಡಿ, marathi: शिर्डी, tamil: சீரடி, teluga: షిర్డీ) är en ort i Indien.   Den ligger i distriktet Ahmadnagar och delstaten Maharashtra, i den centrala delen av landet, 1 000 km söder om huvudstaden New Delhi. Shirdi ligger 518 meter över havet och antalet invånare är 31 978.
Terrängen runt Shirdi är platt. Runt Shirdi är det tätbefolkat, med 530 invånare per kvadratkilometer. Närmaste större samhälle är Kopargaon, 12,9 km norr om Shirdi. Trakten runt Shirdi består till största delen av jordbruksmark.